# Хуммер, Райнхольд
Райнхольд Хуммер (нем. Reinhold Hummer; 7 октября 1855 года, Линц — 3 октября 1912 года, Мёдлинг) — австрийский виолончелист.
Окончил Венскую консерваторию (1873), где занимался сперва у Карла Шлезингера, а после его смерти у Генриха Рёвера.
С 1873 г. играл в оркестре одного из оперных театров, затем, вплоть до 1903 г., в Венском филармоническом оркестре. В 1876—1880 гг. виолончелист Квартета Хельмесбергера, затем в 1884—1900 гг. — Квартета Розе.
22 февраля 1890 г. участвовал в премьере фортепианного трио Иоганнеса Брамса Op. 8 (первоначально написанного композитором в 1854 г. и кардинально переработанного спустя 36 лет), вместе с автором (фортепиано) и Арнольдом Розе (скрипка). 11 ноября того же года в составе Квартета Розе исполнил премьеру Второго струнного квинтета Брамса Op. 111 (по требованию Хуммера Брамс изменил, только для этой премьеры, динамические указания в первой части квинтета, чтобы начальное соло виолончели звучало выигрышнее для солиста).
С 1877 г. преподавал в Венской консерватории; среди его учеников был старший брат Розе, Эдуард.